# Eupithecia ochraceata
Eupithecia ochraceata là một loài bướm đêm trong họ Geometridae.